# Per Pedersen
Per Erling Lennart Pedersen född 16 mars 1954 i Karlskoga, är en svensk målare.
Han är son till Leo Pedersen från Vejle och Stina Rehn från Sunne. 
Som konstnär är Pedersen autodidakt. Bland hans offentliga uppdrag märks utsmyckning för Sunne kommun och Stockholms landsting.
Pedersen är representerad vid Statens konstråd, Stockholms läns landsting, Stockholms konstråd, Sveriges allmänna konstförening, Sveriges riksdag, samt i ett flertal kommuners samlingar.
Hans konst består av kompositioner där figurer möts i valv och gränder i en medeltida rumskaraktär. Han arbetar även med bokillustrationer bland annat har han illustrerat Trädhäxan av Gunnel Björshammar.